# Thang máy Bách Long

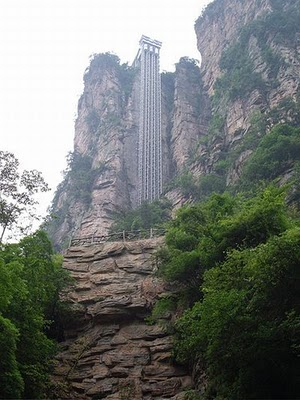
Thang máy Bailong năm 2011

Thang máy Bách Long (tiếng Trung: 百龙), nghĩa là Thang máy Trăm rồng, là một thang máy bằng kính, xây tựa vào một vách núi khổng lồ ở khu thắng cảnh Vũ Lăng Nguyên, thuộc địa phận Trương Gia Giới, tỉnh Hồ Nam, Trung Quốc. Với độ cao 1.070 foot (330 m), đây được xem là thang máy ngoài trời cao nhất và nặng nhất trên thế giới.
Bailong bắt đầu xây dựng vào tháng 10 năm 1999 và chính thức đưa vào sử dụng năm 2002. Khu thắng cảnh Vũ Lăng Nguyên được công nhận là di sản thế giới vào năm 2002 nên việc tác động vào môi trường của thang máy này đã trở thành đề tài tranh cãi. Thang máy đã tạm ngừng hoạt động trong 10 tháng từ năm 2002-2003 do những vấn đề an toàn, chứ không phải do những vấn đề môi trường, mặc dù có những ý kiến phản đối chiếc thang máy này do có tác động xấu tới môi trường.
Ngày 16 tháng 7 năm 2015, Bailong đã được tổ chức kỷ lục thế giới Guinness công nhận là thang máy ngoài trời cao nhất thế giới.